# Milena Kordež
Milena Kordež, slovenska smučarska tekačica, * 10. september 1953, Jamnik.

## Življenjepis
Milena Kordež je bila rojena na Jamniku, trenirala je tek na smučeh in se leta 1976 udeležila zimskih olimpijskih iger v Innsbrucku. Bila je članica SK Triglav Kranj. 
Študirala je na Visoki šoli za telesno kulturo, kjer je občasno pedstavljal didaktiko in metodiko športne vzgoje tudi Marko Erznožnik. Leta 1978 se je zaposlila kot profesorica športne vzgoje na Gimnaziji Škofja Loka. Leta 2013 se je upokojila.
Še vedno trenira otroke v Tekaškem smučarskem klubu Triglav Kranj.